# Delanne 70
Le Delanne 70 est un projet d'hydravion transatlantique conçu en France dans les années 1930 par l'ingénieur aéronautique français Maurice Delanne.